# Provincia Varese
Varese este o provincie în regiunea Lombardia în Italia.